# 霧島警察署
霧島警察署（きりしまけいさつしょ）は、鹿児島県霧島市国分中央三丁目にある、鹿児島県警察の警察署。署長の階級は警視。旧名称は国分警察署であった。

## 管轄区域
- 霧島市

## 組織
- 署長
- 副署長
- 地域交通官
- 警務課
- 会計課
- 生活安全課
- 地域課
- 刑事課
- 交通課
- 警備課

## 交番・駐在所
- 国分中央交番（こくぶちゅうおう）
- 隼人交番（はやと）
- 検校橋交番（けんこうばし）
- 鹿児島空港警備派出所（かごしまくうこうけいび）
- 横川幹部派出所（よこがわ）
- 牧之原駐在所（まきのはら）
- 大窪駐在所（おおくぼ）
- 神宮前駐在所（じんぐうまえ）
- 陵南駐在所（りょうなん）
- 溝辺駐在所（みぞべ）
- 霧島温泉駐在所（きりしまおんせん）
- 牧園駐在所（まきぞの）

## 周辺施設
- JR九州国分駅
- 霧島市役所
- 霧島市中央消防署